# Mariavespers

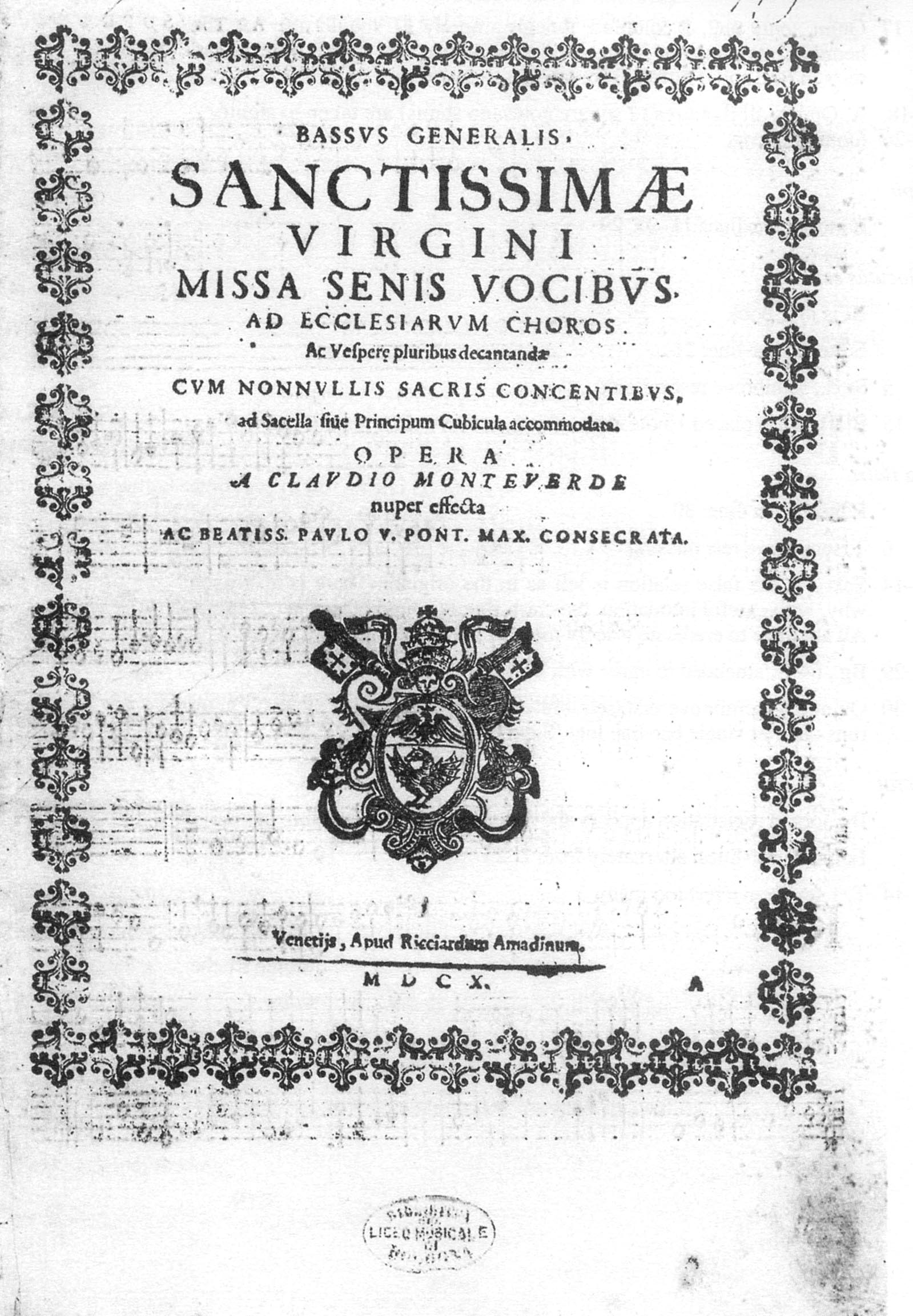
Voorpagina van de Bassus Generalis (Venetië, 1610)

De Mariavespers (Italiaans: Vespro della Beata Vergine) is de naam van een verzameling muziekstukken voor zangstemmen en instrumenten, gecomponeerd door Claudio Monteverdi (1567–1643) en in 1610 uitgegeven door Ricardo Amadino te Venetië. De meeste muziekstukken zijn geschreven met het oog op het rooms-katholieke avondgebed (vesper is Latijn voor avond). Hiernaast bevat de verzameling een compositie van het ordinarium van de rooms-katholieke mis dat door Monteverdi gebaseerd werd op het motet In illo tempore van Nicolas Gombert.

## Inleiding
Claudio Monteverdi is vooral bekend als componist van madrigalenbundels en van de eerste onovertroffen hoogtepunten van de nog prille westerse opera, waarvan L'Orfeo (1607), Il Ritorno d'Ulisse in Patria (1641) en l'Incoronazione di Poppea (1642) de bekendste zijn.
Monteverdi componeerde ook religieuze en liturgische muziek, waarvan in 1610, in Venetië een eerste bundel verscheen; Monteverdi was toen verbonden als Maestro di capella aan het hof van Vincenzo I Gonzaga van Mantua. Het belangrijkste werk in deze bundel is de Vespro della Beata Virgine, vesperpsalmen ter ere van de Maagd Maria. Naast deze Mariavespers bevat de bundel ook een mis, gebaseerd op het motet ’’In illo tempore’’ van Nicolas Gombert. De Mariavespers zijn opgedragen aan paus Paulus V, Camillo Borghese.
Monteverdi reisde persoonlijk naar Rome om de Mariavespers aan paus Paulus V te overhandigen. De vespers kunnen als sollicitatie beschouwd worden naar een aanstelling aan de pauselijke kapel te Rome. Dit blijkt onder meer uit het feit dat Monteverdi een breed scala aan stijlen en technieken tentoon spreidt. Uiteindelijk verwierf hij de functie niet, maar werd hij in 1613 aangesteld als Maestro di capella aan de San Marcobasiliek te Venetië.

## Opbouw van het werk
In de rooms-katholieke Kerk bestaat het gezongen Vespergebed uit een opening, een hymne, twee psalmen met antifonen, een lofzang uit het Nieuwe Testament met antifoon, een korte schriftlezing, beurtzang, de lofzang van Maria, het Magnificat – gebaseerd op het Evangelie volgens Lucas (1:46-55) – met een antifoon, en slotgebeden (waaronder het Onze Vader).
De opening van de Mariavespers wordt gevormd door de eerste twee regels van psalm 69 vs 1 en 2, gevolgd door de vaste regels:
’’Eer aan de Vader en de Zoon en de Heilige Geest.
Zoals het was in het begin, nu, en altijd
en in de eeuwen der eeuwen.
Amen, Hallelujah".
Opmerkelijk aan deze vespers is, dat Monteverdi, naast 5 psalmen (in plaats van 2), een hymne en het Magnificat, ook nog 4 concerti sacri en een instrumentaal Sonata sopra Sancta Maria invoegde.
Deze concerti sacri zijn:
- Nigra sum (tekst naar het Hooglied)
- Pulchra es (tekst naar het Hooglied)
- Duo Seraphim (teksten uit Jesaja 6: 2 en 3 en uit 1 Johannes 5)
  - Het muziekstuk begint als duet van twee tenoren, als het over de Seraphim gaat; zodra het over de Drie-eenheid gaat (de tekst naar de eerste Johannesbrief) wordt het een trio. Ze zingen unisono op de woorden ‘’Et hi tres unum sunt (en deze drie zijn één)’’
- Audi coelum (een anoniem liturgisch gedicht, gezongen met een echo)

Deze extra delen zijn alternatieven voor de gebruikelijke antifonen. Dit zorgt voor een grote liturgische coherentie. Niet alleen de verwante toonaarden tussen de delen onderschrijven die samenhang, maar ook het gebruik van de cantus firmus – ontleend aan het gregoriaans – in de vijf psalmen, de hymne, de sonate en het Magnificat dragen hiertoe bij. De gregoriaanse melodie is de basis voor de twaalf verschillende variaties in het Magnificat (o.a. voor zevenstemmig koor, voor vocale soli, enz.).
In tegenstelling tot het “oude gebruik” van de cantus firmus (stile antico) in onder andere zijn psalmen, heeft Monteverdi voornamelijk de concerti sacri op een zeer vooruitstrevende manier getoonzet. Hij volgt zijn eigen devies van de seconda prattica, “prima la parole e poi la musica” (= eerst het woord en dan pas de muziek), nauwgezet.

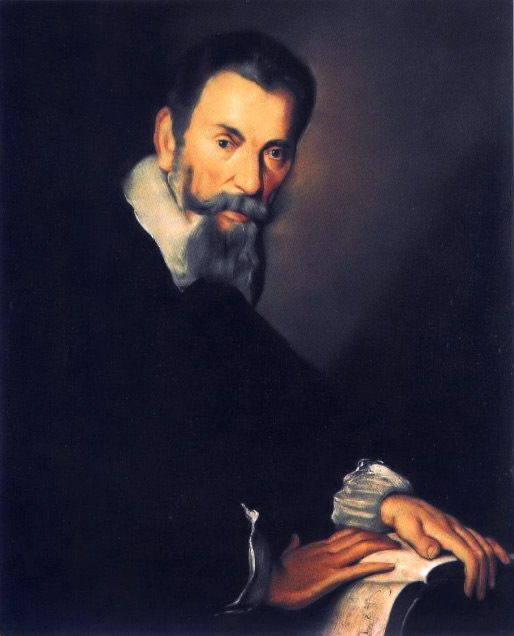
Claudio Monteverdi (1640)
Bernardo Strozzi, olieverf

### Instrumentatie
Monteverdi gaf in zijn Vespro della Beata Vergine elk instrument een specifiek karakter mee, in tegenstelling tot de voornaamste praktijk in de Renaissance waar de instrumenten de vocale partijen voor hun rekening namen of verdubbelden. Slechts in drie delen (Domine ad adjuvandum, Sonata sopra Santa Maria en Magnificat), vermeldde hij een specifiek instrumentarium. Bij de instrumentale ritornelli in de eerste psalm (Dixit Dominus) en de hymne (Ave maris stella) worden de instrumenten niet bij naam genoemd. In het Magnificat zijn aanwijzingen voor het grote orgel, dat hem in Mantua ter beschikking stond.
Dergelijke aantekeningen zijn opmerkelijk, omdat in die tijd de instrumentatie vrij werd geacht, en die werd ingevuld naar de beschikbaarheid van de muzikanten.

## Opbouw
| I II III IV V VI VII VIII IX X XI XII XIII | DEUS IN ADIUTORIUM – psalm 69, 1–2 DIXIT DOMINUS – psalm 109 NIGRA SUM (Hooglied) LAUDATE PUERI – psalm 112 PULCHRA ES (Hooglied) LAETATUS SUM – psalm 121 DUO SERAPHIM NISI DOMINUS – psalm 126 AUDI COELUM LAUDA JERUSALEM – psalm 147 SONATA à 8 AVE MARIS STELLA MAGNIFICAT | Sex vocibus et sex instrumenti Motetto ad una voce Octo vocibus A due voci Motetto à 6 A due voci A dieci voci Prima ad una voce sola poi nella fine à 6 Motetto à 7 voci Sopra Sancta Maria ora pro nobis Hymnus à 8 Septem vocibus et sex instrumentis |

1. Magnificat
2. Et Exultavit
3. Quia Respexit
4. Quia Fecit
5. Et Misericordia
6. Fecit Potentiam
7. Deposuit
8. Esurientes
9. Suscepit Israel
10. Sicut Locutus Est
11. Gloria Patri
12. Sicut Erat in Principio

### Tekst en vertaling
| I DEUS IN ADIUTORIUM – psalm 69 Deus in adiutorium meum intende! Domine ad adiuvandum me festina. Gloria Patri et Filio et Spiritui Sancto. Sicut erat in principio et nunc et semper et in saecula saeculorum. Amen. Alleluia. II DIXIT DOMINUS – psalm 109 Dixit Dominus Domino meo: Sede a dextris meis: Donec ponam inimicos tuos, scabellum pedum tuorum. Virgam virtutis tuae emittet Dominus ex Sion: dominare in medio inimicorum tuorum. Tecum principium in die virtutis tuae in splendoribus sanctorum, ex utero ante luciferum genui te. Iuravit Dominus, et non poenitebit eum: Tu es sacerdos in aeternum secundum ordinem Melchisedech. Dominus a dextris tuis, confregit in die irae suae reges. Iudicabit in nationibus, implebit ruinas, conquassabit capita in terra multorum. De torrente in via bibet: propterea exaltabit caput. Gloria Patri et Filio et Spiritui Sancto. Sicut erat in principio et nunc et semper, et in saecula saeculorum. Amen. III NIGRA SUM Nigra sum, sed formosa, filiae Jerusalem. Ideo dilexit me rex et introduxit me in cubiculum suum et dixit mihi: Surge, amica mea, et veni. Iam hiems transiit, imber abiit et recessit, flores apparuerunt in terra nostra. Tempus putationis advenit. | God kom mij ter hulp! Heer, haast U mij te helpen. Eer aan de Vader en de Zoon en de Heilige Geest. Zoals het was in het begin, nu en altijd en in de eeuwen der eeuwen Amen. Halleluja. De Heer sprak tot mijn Heer: zit aan mijn rechterhand, totdat ik uw vijanden tot een rustbank voor uw voeten maak. De scepter van uw kracht zal de Heer uit Sion zenden: heers in het midden van uw vijanden. Bij U ligt de heerschappij ten dage van uw macht, in de glans van ’t leger van uw getrouwen: Uit mijn schoot heb ik u vóór de morgenster verwekt. Gezworen heeft de Heer en het zal hem niet berouwen: Gij zijt de priester in eeuwigheid naar de wijze van Melchisedech. De Heer aan uw rechterhand verplettert koningen ten dage van zijn gramschap. Rechten zal Hij onder de volken, voltooien de nederlaag, hoofden verpletteren in het land alom. Uit een beek zal hij drinken op de weg; en weerom zal Hij het hoofd verheffen, Eer aan de Vader en de Zoon en de Heilige Geest, zoals het was in het begin, nu en altijd en in de eeuwen der eeuwen. Amen. Al ziet mijn wezen er donker uit, ik ben toch schoon, o dochters van Jeruzalem; daarom heeft de Koning mij bemind en mij binnengeleid in de bruidskamer. En Hij zei tot mij: sta op, mijn vriendin en kom, reeds is de winter voorbij, de slagregen is over en verdwenen, bloemen zijn verschenen op onze aarde. De tijd voor het snoeien is gekomen. |

| IV LAUDATE PUERI – psalm 112 Laudate pueri Dominum, laudate nomen Domini. Sit nomen Domini benedictum ex hoc nunc et usque in saeculum. A solis ortu usque ad occasum laudabile nomen Domini. Excelsus super omnes gentes Dominus et super coelos gloria ejus. Quis sicut Dominus Deus noster, qui in altis habitat, et humilia respicit in coelo et in terra? Suscitans a terra inopem, et de stercore erigens pauperem; Ut collocet eum cum principibus, cum principibus populi sui. Qui habitare fecit sterilem in domo, matrem filiorum laetantem. Gloria Patri et Filio et Spiritui Sancto. Sicut erat in principio et nunc et semper et in saecula saeculorum. Amen. V PULCHRA ES Pulchra es, amica mea, suavis et decora filia Jerusalem. Pulchra es, amica mea, suavis et decora sicut Jerusalem. terribilis ut castrorum acies ordinata. Averte oculos tuos a me, quia ipsi me avolare fecerunt. VI LAETATUS SUM – psalm 121 Laetatus sum in his, quae dicta sunt mihi: In domum Domini ibimus. Stantes erant pedes nostri, in atriis tuis Jerusalem. Jerusalem, quae aedificatur ut civitas: cuius participatio eius in idipsum. Illuc enim ascenderunt tribus, tribus Domini: testimonium Israel ad confitendum nomini Domini. Quia illic sederunt sedes in iudicio, sedes super domum David. Rogate quae ad pacem sunt Jerusalem: et abundantia in diligentibus te: Fiat pax in virtute tua: et abundantia in turribus tuis. Propter fratres meos et proximos meos, Propter domum Domini Dei nostri, loquebar pacem de te: quaesivi bona tibi. Gloria Patri et Filio et Spiritui Sancto. Sicut erat in principio et nunc et semper, et in saecula saeculorum. Amen. | Looft, dienaren, de Heer, looft de Naam van de Heer. De Naam van de Heer zij gezegend, van nu af tot in eeuwigheid. Van de opgang der zon tot aan de ondergang, zij de Naam van de Heer gezegend. Verheven boven alle volken is de Heer, en boven de hemelen gaat zijn heerlijkheid. Wie is als de Heer, onze God, die woont in de hoogte, en neerziet op het kleine in de hemel en op aarde? Die uit het stof de behoeftige opricht en uit de drek de arme omhoog heft: Om hem te plaatsen bij de edelen van zijn volk. Die de kinderloze vrouw huisvest, als blijde moeder te midden van haar kinderen. Eer aan de Vader en de Zoon en de Heilige Geest, zoals het was in het begin, nu en altijd en in de eeuwen der eeuwen. Amen. Schoon zijt gij, mijn vriendin, zoet en bekoorlijk, dochter van Jeruzalem, Schoon zijt gij, mijn vriendin, zoet en bekoorlijk als Jeruzalem, schrikwekkend als een gerichte slagorde. Wend uw ogen van mij af, want zij hebben mij doen vluchten. Ik was blij, daar men mij zei: Naar het huis van de Heer trekken wij op. Reeds staan onze voeten in uw poorten, Jeruzalem! Jeruzalem, dat gebouwd is als een stad, waarin alles aaneengesloten staat. Derwaarts immers gaan de stammen op, de stammen van de Heer het is een voorschrift voor Israël om de Naam van de Heer te loven. Want daar staan de zetels, voor het gerecht, de zetels van het huis van David. Vraagt wat tot vrede strekt voor Jeruzalem: geluk zij hun, die U liefhebben. Vrede heerse in uw vesten en overvloed in uw torens. Om wille van mijn broeders en al mijn naastbestaanden zeg ik: Vrede over U! Wegens het huis van de Heer, onze God, vraag ik voor U heil. Eer aan de Vader en de Zoon en de Heilige Geest, zoals het was in het begin, nu en altijd en in de eeuwen der eeuwen. Amen. |

| VII DUO SERAPHIM Duo Seraphim clamabant alter ad alterum: Sanctus Dominus Deus Sabaoth. Plena est omnis terra gloria eius. Tres sunt qui testimonium dant in coelo: Pater, Verbum et Spiritus Sanctus. Et hi tres unum sunt. Sanctus Dominus Deus Sabaoth. Plena est omnis terra gloria eius. VIII NISI DOMINUS – psalm 126 Nisi Dominus aedificaverit domum, in vanum laboraverunt qui aedificant eam. Nisi Dominus custodierit civitatem, frustra vigilat qui custodit eam. Vanum est vobis ante lucem surgere: surgite postquam sederitis, qui manducatis panem doloris. Cum dederit dilectis suis somnum: ecce hereditas Domini filii: merces, fructus ventris. Sicut sagittae in manu potentis, ita filii excussorum. Beatus vir qui implevit desiderium suum ex ipsis: non confundetur cum loquetur inimicis suis in porta. Gloria Patri et Filio et Spiritui Sancto. Sicut erat in principio et nunc et semper, et in saecula saeculorum. Amen. | Twee serafijnen riepen elkander toe: Heilig is de Heer God Sabaoth, vervuld is de gehele aarde van zijn heerlijkheid. Drie zijn er, die getuigen in de hemel: de Vader, het Woord en de Heilige Geest en deze drie zijn één. Heilig is de Heer God Sabaoth, vervuld is de gehele aarde van zijn heerlijkheid. Als de Heer het huis niet bouwt, dan werken tevergeefs die het bouwen. Als de Heer de stad niet bewaart, dan waakt tevergeefs de schildwacht. Vruchteloos is dat opstaan vóór het daglicht: staat op na de rust, gij die in zorgen uw brood eet. Hij geeft het zijn beminden in slaap: zie, zonen zijn een geschenk van de Heer: zijn beloning is vruchtbaarheid. Als pijlen in de hand van de held, zo zijn de zonen van de beste jaren. Gelukkig de man die veel zulke pijlen mag hebben, hij hoeft niet te vrezen, als hij met zijn vijanden spreekt in de poort (voor het gerecht). Eer aan de Vader en de Zoon en de Heilige Geest, zoals het was in het begin, nu en altijd en in de eeuwen der eeuwen. Amen. |

| IX AUDI COELUM Audi, coelum, verba mea, plena desiderio et perfusa gaudio. – audio Dic, quaeso, mihi: Quae est ista, quae consurgens ut aurora rutilat, ut benedicam? – dicam Dic nam. ista pulchra ut luna electa, ut sol replet laetitia terras, coelos, maria – Maria Maria virgo illa dulcis praedicata de propheta Ezechiel porta Orientalis – talis Illa sacra et felix porta, per quam mors fuit expulsa, introduxit autem vita – vita Quae semper tutum est medium inter homines et Deum pro culpis remedium – medium Omnes hanc ergo sequamur, qua cum gratia mereamur vitam aeternam. Consequamur – sequamur Praestet nobis Deus, Pater hoc et Filius et Mater, cuius nomen invocamus dulce miseris solamen. – Amen Benedicta es, virgo Maria, in saeculorum saecula. | Hoor aan, hemel, mijn woorden vol van verlangen en doorstroomd van vreugde – ik hoor Zeg mij, vraag ik, wie is zij, die daar opstaat en rossig is als de dageraad, opdat ik haar zalig prijze? – Ik zal het zeggen Zeg mij, of zij schoon als de maan, uitgelezen als de zon, met vreugde vervult de aarde, de hemelen, en de zeeën? – Zij is Maria Maria is dus die zoete maagd, als de poort van het oosten, voorzegd door de profeet Ezechiel. – Zo is zij Zij is de geheiligde en gelukzalige poort waardoor de dood werd verdreven en die het leven binnenvoerde – Het leven Steeds is zij geweest een veilige middelaarster tussen mensen en God, delgster van onze schuld. – Middelaarster Laten wij allen dan haar volgen, door wier genade wij het eeuwige leven deelachtig worden. Laten wij volgen – Laten wij haar volgen Moge ons dit verschaffen God, de Vader, en de Zoon en de Moeder wier naam wij aanroepen als zoete troost voor de ongelukkigen. – Amen Gezegend zijt gij, Maagd Maria, in de eeuwen der eeuwen. |

| X LAUDA JERUSALEM – psalm 147 Lauda, Jerusalem, Dominum: lauda Deum tuum, Sion. Quoniam confortavit servas portarum tuarum: benedixit fillis tuis in te. Qui posuit fines tuos pacem: et adipe frumenti satiat te. Qui emittit eloquium suum terrae: velociter currit sermo eius. Qui dat nivem sicut lanam: nebulam sicut cinerem spargit. Mittit cristallum suam sicut buccellas: ante faciem frigoris eius quis sustinebit? Emittet verbum suum, et liquefaciet ea: flabit spiritus eius, et fluent aquae. Qui annuntiat verbum suum Jacob: iustitias et iudicia sua Israel. Non fecit taliter omni nationi: et iudicia sua non manifestavit eis. Gloria Patri et Filio et Spiritui Sancto. Sicut erat in principio et nunc et semper, et in saecula saeculorum. Amen. XI AVE MARIS STELLA Ave maris stella, Dei mater alma, atque semper Virgo, felix coeli porta. Sumens illud Ave Gabrielis ore, funda nos in pace, mutans Evae nomen. Solve vincla reis, profer lumen caecis, mala nostra pelle, bona cuncta posce. Monstra te esse matrem, sumat per te precem, qui pro nobis natus tulit esse tuus. Virgo singularis inter omnes mitis, nos culpis solutos mites fac et castos. Vitam praesta puram, iter para tutum, ut videntes Jesum semper collaetemur. Sit laus Deo Patri, summo Christus decus, Spiritui Sancto tribus honor unus. Amen. | Loof, Jeruzalem, de Heer loof uw God, o Sion. Want versterkt heeft Hij de grendels van uw poorten, gezegend heeft Hij uw kinderen binnen u. Hij maakte het aan uw grenzen vredig en Hij verzadigt u met het vet der tarwe. Hij zendt zijn bevel uit naar de aarde, snel loopt zijn woord. Hij werpt sneeuwvlokken als wol, Hij strooit de rijm als as uit. Hij werpt zijn ijs uit als brokjes: wie zal bestaan voor zijn koude? Hij zendt zijn woord uit en alles smelt weer; zijn wind waait en daar vloeien de wateren. Deze God maakt zijn woord bekend aan Jacob, zijn recht en wet aan Israël. Dat heeft Hij voor geen ander volk gedaan zijn wet heeft Hij aan geen ander verkondigd. Eer aan de Vader en de Zoon en de Heilige Geest, zoals het was in het begin, nu en altijd en in de eeuwen der eeuwen. Amen. Wees gegroet, sterre der zee, voedende Moeder Gods, en altijd Maagd, zalige poort des hemels. Gij die dit Ave uit de mond van Gabriel mocht vernemen, grondvest ons in de vrede door de naam van Eva om te keren. Slaak de boeien van de zondaars, schenk het licht aan de blinden, verdrijf onze kwalen en verwerf ons alle goeds. Toon dat Gij moeder zijt; moge Hij, die voor ons geboren is, en zich verwaardigd heeft uw (Zoon) te zijn, door U onze gebeden aanvaarden. Maagd zonder weerga, boven allen zachtmoedig, verlos ons van onze schuld en maak ons zachtmoedig en kuis. Geef ons een rein leven, bereid ons een veilige weg, opdat wij Jezus aanschouwend ons eeuwig samen mogen verblijden. Lof zij aan God de Vader, roem aan Christus de Allerhoogste, en aan de Heilige Geest; aan alle drie gelijke eer. Amen. |

| XII SONATA à 8 Sopra Santa Maria ora pro nobis XIII MAGNIFICAT Magnificat anima mea Dominum. Et exultavit spiritus meus in Deo salutari meo. Quia respexit humilitatem ancillae suae: Ecce enim ex hoc beatam me dicent omnes generationes. Quia fecit mihi magna qui potens est: et sanctum nomen eius. Et misericordia eius a progenie in progenies timentibus eum. Fecit potentiam in brachio suo: dispersit superbos mente cordis sui. Deposuit potentes de sede, et exaltavit humiles. Esurientes implevit bonis: et divites dimisit inanes. Suscepit Israel puerum suum recordatus misericordiae suae. Sicut locutus est ad patres nostros, Abraham et semini eius in saecula. Gloria Patri et Filio et Spiritui Sancto. Sicut erat in principio et nunc et semper et in saecula saeculorum. Amen. | Heilige Maria, bid voor ons Mijn ziel verheft de Heer. En gejuicht heeft mijn geest in God, mijn Redder. Omdat Hij heeft neergezien op de geringheid van zijn dienstmaagd: want zie, van heden af zullen mij zalig prijzen alle geslachten. Omdat mij grote dingen heeft gedaan de Machtige, en heilig is zijn naam. En zijn barmhartigheid blijft in geslacht en geslacht over die Hem vrezen. Hij heeft macht gewrocht met zijn arm, verstrooid die trots zijn in de waan van hun harten. Heersers heeft Hij van tronen neergehaald, en geringen heeft Hij verheven. Hongerigen heeft Hij verzadigd van goederen, en rijken ledig heengezonden. Hij heeft Israël zijn dienaar, bijgestaan, zijn barmhartigheid gedachtig. Gelijk Hij gesproken heeft tot onze Vaderen, voor Abraham en zijn nakroost in eeuwigheid. Ere zij de Vader en de Zoon en de Heilige Geest. Zoals het was in het begin, nu en altijd, en in de eeuwen der eeuwen. Amen. |

## Beoordelingsgeschiedenis
De muziekwereld begon zich pas in de jaren vijftig en zestig van de twintigste eeuw in dit stuk te interesseren. In de discussie werd de eenheid van het stuk betwijfeld, mede op grond van het vernieuwende karakter van het werk: sommige muziekhistorici betoogden dat het slechts een willekeurige verzameling van liturgische composities betreft. De andere visie is dat Monteverdi een meesterwerk in een nieuwe muziekstijl wilde scheppen.
Monteverdi probeerde zich als componist voor kerkmuziek te profileren, die het hele veld van toenmalige compositietechnieken beheerste: hij toont zowel de oude stijl van polyfonie te beheersen als de nieuwe methode van monodie.

Ten gevolge van deze verschillen in benadering zijn er evenzovele verschillen te constateren in de uitvoeringen en registraties van het werk.

## Discografie
- (1984) Andrew Parrott dirigeert Taverner Consort, Koor & Orkest. Virgin Classics — 5616622.
- (1987) Philippe Herreweghe dirigeert La Chapelle Royale, Collegium Vocale en Les Saqueboutiers de Toulouse, HMC 901247.48.
- (1989) Jordi Savall dirigeert La Capella Reial de Catalunya, Coro del Centro di Musica Antica Padova. Astree E 8719.
- (1990) John Eliot Gardiner dirigeert English Baroque Soloists, His Majesties Sagbutts and Cornetts, Monteverdi Choir, London Oratory Junior Choir, Ann Monoyios, Marinella Pennicchi, Michael Chance, Nigel Robson, Mark Tucker, Sandro Naglia, Bryn Terfel, Alastair Miles. Polygram Records — #429565.
- (1972, 1994) John Eliot Gardiner dirigeert The Monteverdi Choir & Orchestra, Salisbury Cathedral Boys' Choir, Philip Jones Brass Ensemble, David Munrow Recorder Ensemble, Jill Gomez, Felicity Palmer, James Bowman, Robert Tear, Philip Langridge, John Shirley-Quirk, Michael Rippon. Decca Records.
- (1995) Ralf Otto dirigeert het Frankfurter Vokal-Ensemble, Mechthild Bach, Barbara Fleckenstein, Christoph Prégardien, Peter Schmitz, Klaus Mertens, Michael George. Capriccio.
- (1996) René Jacobs dirigeert Concerto Vocale, Nederlands Kamerkoor, María Cristina Kiehr, Barbara Borden, Andreas Scholl, John Bowen, Andrew Murgatroyd, Víctor Torres, Antonio Abete, Jelle Draijer. Harmonia mundi France — 901566.67.
- (1999) Gabriel Garrido dirigeert Ensemble Elyma, Coro Madrigalia, Les Sacqueboutiers de Toulouse. K617.
- Konrad Junghänel dirigeert Cantus Cölln. Harmonia mundi France HMC 801813.14.
- (1967) Jürgen Jürgens dirigeert het Monteverdi-Chor Hamburg, Concentus Musicus Wien, Rotraud Hansmann, Irmgard Jacobeit, Nigel Rogers, Bert van t'Hoff, Max von Egmond, Jacques Villisech, Knabensolisten der Wiener Sängerknaben. Telefunken 6.35045 FA.
- Philip Ledger dirigeert het Choir of King's College, Cambridge, Early Music Consort of London. ANGEL SB-3837.
- Hans-Christoph Rademann dirigeert het Ensemble "Alte Musik Dresden", Bläser Collegium Leipzig, Dresdner Kammerchor, Nele Gramß, Johanna Koslowski, Markus Brutscher, Wilfried Jochens, Martin Krumbiegel, Egbert Junghanns, Stephan Schreckenberger. RAUMKLANG RK 9605 (live recording).
- (2006) Paul McCreesh dirigeert het Gabrieli Consort and Players, Charles Daniels, Joseph Cornwell, Peter Harvey, Susan Hemington Jones CD 477 6147.
- Robert King dirigeert The King's Consort, The Choir of the King's Consort; Carolyn Sampson, Rebecca Outram (Soprano); Daniel Auchincloss, Nicholas Mulroy (High Tenor); Charles Daniels, James Gilchrist; Peter Harvey, Robert Evans, Robert MacDonald (Bass); Hyperion CDA67531/2.
- Choeur des XVI, directie André Ducret, Sonatori della Gioisa Marca (Treviso) Theatrum instrumentorum (Milano) Magali Dami, soprano Natacha Ducret, soprano Rufus Müller, ténor Paolo Vignoli, ténor Jean-Baptiste Dumora, baryton Daniele Carnovich, basse.[3]
- (2003) Stephen Stubbs dirigeert Tragicomedia en Concerto Palatino; Suzie LeBlanc, Barbara Borden, Alexander Schneider, Rodrigo del Pozo, Julian Podger, John Potter, Bertrand Chuberre, Jelle Draijer, Stephan MacLeod; de vocale solisten vormen het koor; Leo van Doeselaar bespeelt het Van Hagerbeer Orgel in de Pieterskerk Leiden. ATMA classique – ACD2 2304/05.
- (2011) Christina Pluhar dirigeert L'Arpeggiata, met o.m. Nuria Rial, Pascal Bertin, Jan Van Elsacker, Huub Claessens, Joao Fernandes; Virgin Classics 50999 6419940 5.